# Baron Island
Baron Island is een eiland in het westen van Brits-Columbia in Canada. Het eiland is onderdeel van de eilandengroep van de Dundas Islands.

## Geografie
Het eiland heeft noordoost-zuidwest een lengte van ongeveer 7,7 kilometer. Het eiland ligt tussen het grotere Dundas Island in het noordwesten en Dunira Island in het zuidoosten. Ten noordwesten ligt de Hudson Bay Passage, ten noordoosten de Chatham Sound, ten zuidoosten een zeestraat op het smalst ongeveer 250 meter breed en ten zuidwesten de Dixon Entrance.
De wateren rond het eiland liggen in de mariene ecoregio Noord-Amerikaans Pacifisch Fjordland.

## Geschiedenis
De archipel werd in 1792 vernoemd door kapitein George Vancouver ter ere van Henry Dundas (1742-1811), die in 1802 de titel van burggraaf Melville kreeg en ook Baron Dunira werd genoemd. De Dundas Islands werden oorspronkelijk door Vancouver gezien als één eiland dat hij Dundas's Island noemde.